# Chiesa di San Lorenzo (Dimaro Folgarida)
La chiesa di San Lorenzo è la parrocchiale di Dimaro, frazione di Dimaro Folgarida, in Val di Sole (Trentino).
Orientata a est, è posta sul margine sinistro della strada che collega il centro abitato di Dimaro a quello di Carciato.

## Storia

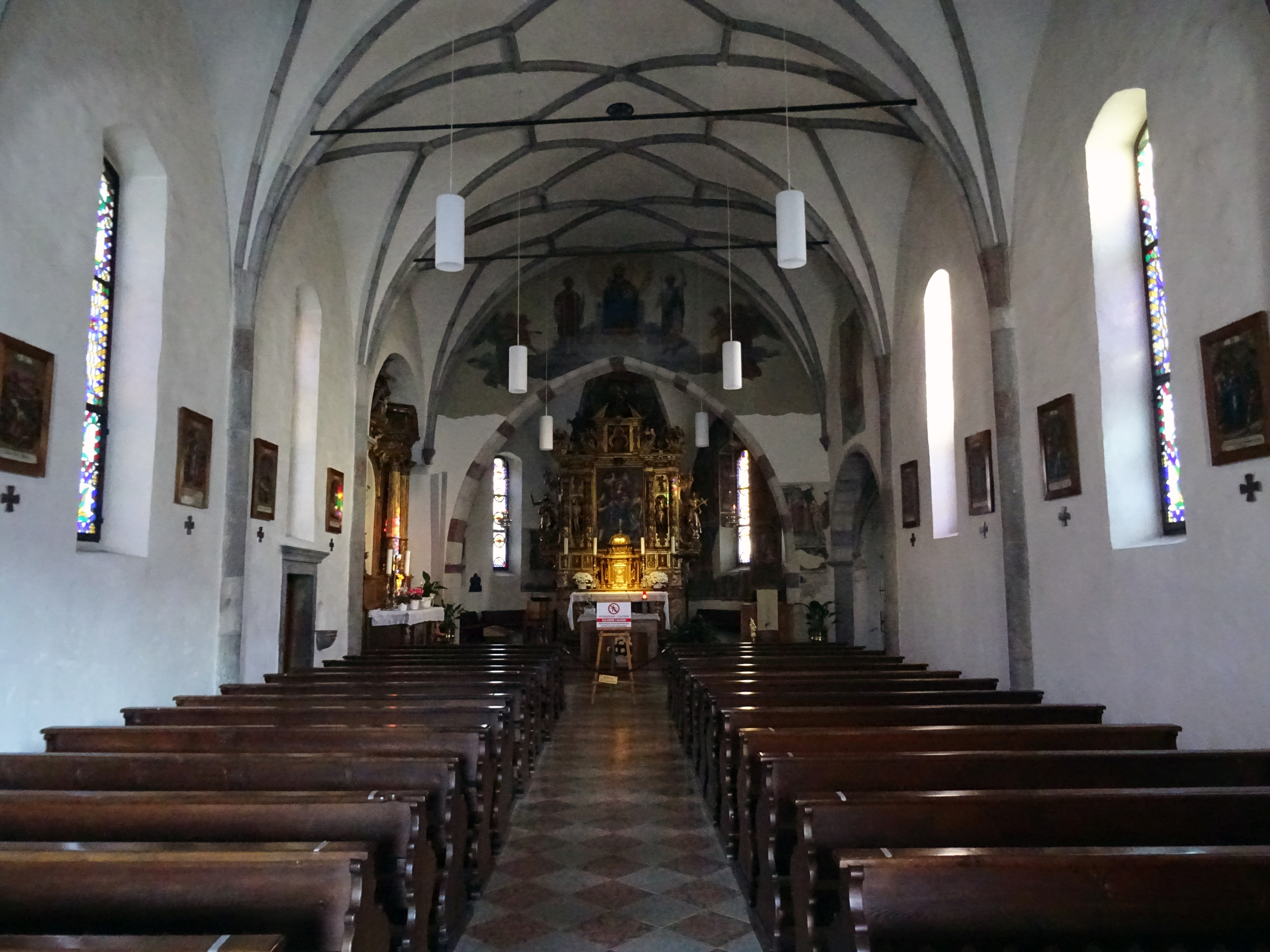
Interno

L'edificio dedicato a San Lorenzo viene nominato per la prima volta in un documento del 1264. Tuttavia, un frammento di affresco di epoca carlingia posto sul presbiterio testimonia l'esistenza di questa chiesa dal IX secolo.
Nel XV secolo l'intero bene fu riprogettato dall'intelvese Adamo da Laino e nel 1488 fu completato da un ciclo di affreschi ad opera dei fratelli, pittori itineranti, Giovanni e Battista Baschenis. In seguito, il 14 ottobre 1497 l'edificio e l'altare furono consacrati.
Nel 1600 furono scialbati gli affreschi quattrocenteschi e lo stemma della famiglia Mazza.
Durante il XVIII e XIX secolo furono attuati ulteriori interventi quali: lavori alla sacrestia e al tetto (1774-1797), tinteggiatura (1823), costruzione cantoria (1828), sostituzione pavimento (1879).
Nel 1958 fu terminata la costruzione di una campata anteposta alla parete d'ingresso per aumentare la capienza dell'edificio e ospitare una cantoria. Lavori di restauro furono realizzati tra il 1985 e il 1990 e tra il 2008 e il 2012.